# Tablo
Daniel Armand Lee (em coreano: 이선웅; nascido: Lee Seon-woong, 22 de julho de 1980) mais conhecido pelo seu nome artístico Tablo (em coreano: 타블로), é um rapper, produtor musical, compositor, autor e empresário coreano-canadense. Ele é Líder e produtor do veterano grupo de hip-hop sul-coreano Epik High, e fundador do selo independente HIGHGRND (High Ground) que abriga as bandas Hyukoh e The Black Skirts.
Tablo tornou-se empregado como letrista, enquanto ainda estava no colegial. Após completar seus estudos, Tablo voltou para a Coréia para se dedicar à música contra a vontade dos seus pais. Em 2001, Tablo foi escalado no Epik High lado de DJ Tukutz e Mithra Jin. O grupo já lançou 10 álbuns e 1 EP, com Tablo tendo produziu e co-escrito todas as canções. Seu álbum de debut solo "Fever's End", foi lançado em 2011.
Fora do Epik High, Tablo é um produtor musical e compositor para outros artistas e envolvidos em projetos de colaboração, tais como Borderline, Eternal Morning, e AnyBand. Sua música incorpora vários estilos, que vão desde Trance, Trip Hop a Rock. Tablo é também o autor do livro best-seller "Pieces of You", publicada em inglês e coreano. Ele fez sua estreia no cinema atuando em "Nonstop" (2005). Em 2016, ele deixou seu programa de rádio, Tablo's Dreaming Radio da MBC FM4U, depois de 11 anos para se concentrar em HIGHGRND.

## Vida e carreira

### 1980-2003: Primeiros anos de vida e Início de carreira
Tablo nasceu em Jakarta, Indonésia em 22 de julho de 1980. Sua família se mudou várias vezes pra Suíça e Hong Kong  por causa da carreira de seu pai, quando Tablo completou seis anos, eles voltaram para a Coreia do Sul por alguns instantes. Sua família mudou-se novamente para o Canadá quando ele tinha oito anos. Tablo estudou no St. George's School  em Vancouver até que ele foi expulso por empurrar um estudante mais velho através das escadas. Consequentemente, ele se transferiu para Seoul International School.  Como um estudante coterminal na Universidade de Stanford, Tablo conseguiu um Diploma de bacharel em Literatura inglesa e um Mestrado em Escrita criativa em três anos. Tablo tem uma irmã mais velha e um irmão mais velho, que se formou na Universidade de Cornell e da Universidade de Columbia, respectivamente.
Ele começou a tocar piano quando tinha seis anos, e mudou para o violino, e começou a tocar por 10 anos. seu professor de música, que tinha sido um aluno do Isaac Stern, costumava dar uma palestra dizendo: "A música é comunismo mas você está jogando a democracia". No entanto, ele deixou de tocar violino quando ele foi demitido da orquestra depois de jogar o soundtrack de Jurassic Park enquanto a orquestra tocava "Brandenburg Concerto No.3" em um concerto. Em 1998, aos 17 anos de idade, Tablo escreveu as letras da música "Rainy Christmas" para o lendário cantor coreano Kim Gun-mo, Kim se interessou em Tablo depois de ler um poema seu.
Durante sua infância, Tablo sofria crises de Depressão, sempre que ele enfrentava dificuldades, a música hip hop servia como saída. No entanto, o pai de Tablo desaprovou sua escolha de carreira, assim como um adolescente, ele freqüentemente fugiu de casa. Aparentemente, Tablo pediu ajuda a um amigo para viver seu sonho, mas quando esse amigo morreu de câncer, tornou-se um ímpeto para ele voltar a entrar na indústria da música. Tablo mais tarde admitiu que sua família o forçou a se matricular em Stanford, e mesmo após o lançamento de seu segundo álbum, ainda estava persuadindo-o a retornar aos Estados Unidos para frequentar a Faculdade de Direito. Enquanto ele estava na Universidade de Stanford, Tablo associou-se a um grupo subterrâneo de hip hop chamado 4n Objectz, por três anos.

### 2003-2010: Sucesso com Epik High ePieces of You

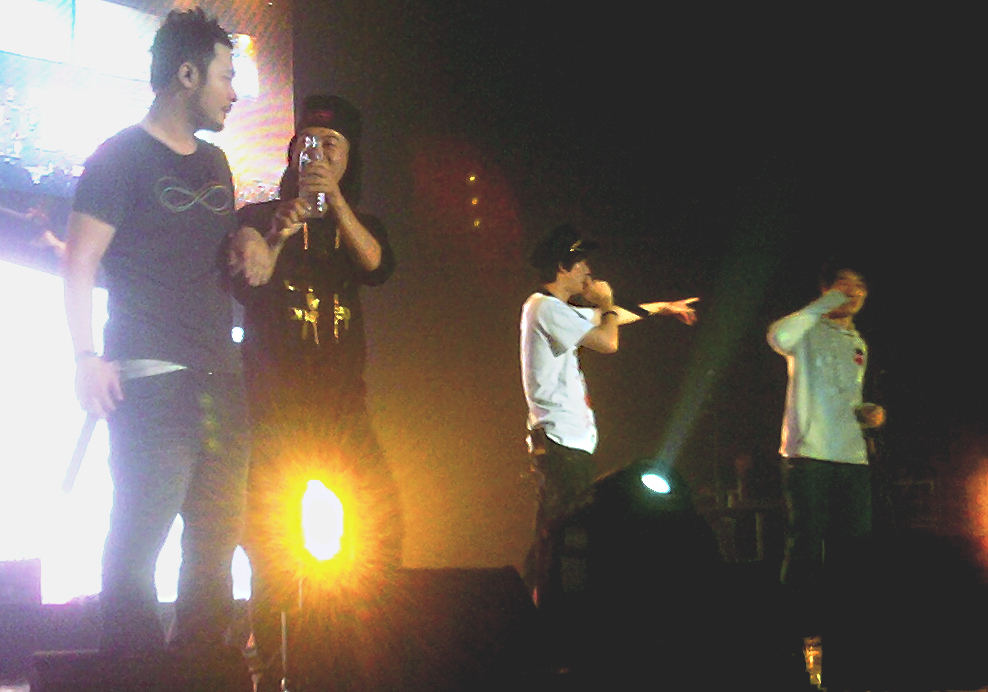
Epik High performando no "[e] PARADE" no dia 19 de setembro de 2009

Tablo conheceu Mithra Jin e DJ Tukutz na cena subterrânea de hip-hop. Eles formaram o Epik High e sob a tutela dos membros da equipe de movimento, especialmente CB Mass (atualmente Dynamic Duo), eles tentaram gravar seu primeiro disco junto ao duo de hip-hop e com amigos próximos TBNY (composto por Yankie e TopBob). No entanto, Curbin membro do CB Mass supostamente desviou os fundos do Epik High e TBNY para o seu primeiro álbum de estúdio, efetivamente causando o disband de CB Mass (ea criação de Dynamic Duo sem Curbin). Tablo e Epik High foram finalmente assinados pela Woollim Entertainment, que na época se concentrava no hip-hop underground e rock moderno. Tablo fez sua estréia oficial como o líder do grupo Epik High em 2003 ao lado de DJ Tukutz e Mithra Jin. O primeiro álbum do grupo "Map of the Human Soul" foi lançado em 21 de outubro de 2003. No entanto, devido à falta de popularidade do Hip hop na Coréia do Sul na época, o álbum foi um fracasso comercial. Isso mudou quando eles lançaram o seu segundo álbum intitulado "High Society" aonde o grupo começou a se tornar mais popular. O terceiro álbum do Epik High "Swan Songs", foi originalmente destinado a ser o seu último álbum; Entretanto, em cima da liberação, o álbum se tornou o número #1 em inúmeros charts, e varreu os prêmios de final de ano do hip hop. Um dos singles principais do álbum "Fly" foi destaque na trilha sonora do vídeo game FIFA 07. Devido às inúmeras ofertas para refazer "Fly", bem como "Paris", o segundo single do álbum, um sampler CD, foi lançado no Japão.
Em 2007, o grupo lançou seu quarto álbum de estúdio "Remapping the Human Soul", e conseguiu empurrar o Epik High para o #1 lugar para o "best upcoming artist" depois de vender quase 90.000 cópias no primeiro mês de lançamento. O álbum acabou se tornando o terceiro álbum mais vendido da Coreia do Sul de 2007. No entanto, muitas músicas do álbum foram proibidos em vários canais e a idade de compra álbum foi restrito a 19+ devido a algumas canções que lidam com questões do Ministério da Cultura e Turismo na Coréia do Sul considerou inadequado para os ouvintes mais jovens. O grupo mais tarde passou a lançar seu próximo álbum "Pieces, Part One", que também foi um sucesso comercial.

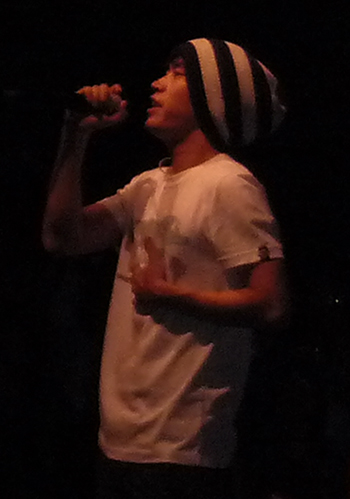
Tablo no Map the Soul Concert, São Francisco em 2009

No final de 2008, Tablo publicou um livro intitulado "Pieces of You". Embora as histórias tenham sido originalmente escritas em inglês, o livro foi publicado pela primeira vez em coreano. A tradução coreana vendeu 50.000 cópias em sua primeira semana de lançamento e liderou a lista de best-sellers na Coréia. A versão original em inglês foi lançada em fevereiro de 2009 e também teve um sucesso moderado. O livro teve uma recepção positiva dos críticos, com a escrita de Tablo elogiada para um autor first-time. Depois que o contrato do grupo com Woolim Entertainment expirou em 2008, Tablo ao lado de seus membros do grupo, fundou seu próprio rótulo independente, Map the Soul, e eles continuaram a lançar um álbum do mesmo nome. Através de seu selo independente, o grupo passou a lançar mais dois álbuns "e" em 2009 e "Epilogue" em 2010. Em novembro de 2013, Tablo revelou a razão de encerrar o rótulo "Map the Soul" em sua entrevista com HiphopLE que um membro executivo da Map The Soul desviou os fundos da gravadora.

### 2010-2011: hiato Musical e controvérsia Stanford
Em 2010, foi anunciado que Epik High iria entrar em hiato após DJ Tukutz se alistar ao serviço militar obrigatório, enquanto Tablo e Mithra estariam trabalhando em carreiras solo até retorno do DJ Tukutz. No entanto, em meados de 2010, um grupo de usuários da Internet levantou dúvidas sobre a formação acadêmica de Tablo, que se formou em Inglês e Literatura inglesa na Universidade de Stanford. Conduzido por dois fansite, mais notavelmente "Nós Exigimos a Verdade de Tablo" (em coreano: 타블로에게 진실을 요구합니다, também conhecido como "Tajinyo", em coreano: 타진요), alguns internautas alegaram que Tablo não poderia graduar-se dna Universidade de Stanford com um Diploma de bacharel e um Mestrado em Inglês e Escrita criativa, respectivamente em apenas três anos e meio.
Tornou-se notícia na primeira página na Coréia em junho de 2010, quando um dos gerentes do fansite, que usa o nome do usuário, afirmou que o registro acadêmico de Tablo "não fazia sentido" e mostrou o que ele acreditava ser inconsistências nas transcrições de Tablo. Apesar de Tablo ter postado sua transcrição oficial e outros documentos legais on-line, muitos internautas se recusaram a acreditar nele e pediram outros documentos, como sua declaração de imigração e diploma para ser liberado. Tablo visitou a Universidade de Stanford no final de agosto para refutar essas alegações, fazendo com que o secretário da Universidade reimprima seus documentos na câmera, e muitos dos conhecidos de Tablo e ex-professores de Stanford atestaram a validade de sua formação acadêmica na câmera. O documentário foi exibido em duas partes: "Tablo Goes to Stanford" e "Tablo and South Korea Online", que foi ao ar na MBC nos dias 1 e 8 de outubro. No entanto, apesar do documentário e da administração de Stanford claramente em tom de Tablo Em "Nós Exigimos a Verdade de Tablo" aumentou para 190.000 em poucos dias, como muitos internautas se recusaram a acreditar no Tablo ou no documentário. Tablo e membros de sua família receberam ameaças de morte e ele se tornou um recluso virtual. Tablo finalmente deixou a Woollim Entertainment durante o incidente de Tajinyo, não querendo espalhar o dano à agência e ao INFINITE, que tinha debutado recentemente quando a controvérsia estourou.
No dia 9 de outubro, no entanto, a polícia confirmou que Tablo tinha se graduado em Stanford, tendo solicitado informações além do que Tablo já havia fornecido, diretamente da Universidade de Stanford. A polícia sul-coreana apresentou um mandado de prisão no país e com a Interpol para a prisão da pessoa que "inventou" o boato exigindo a verdade de tablo; foi revelado que a pessoa era um coreano-americano de 57 anos chamado Eungsuk Kim que vive nos Estados Unidos. Além disso, vinte e dois internautas receberam uma citação indicando que haviam sido processados por Tablo por difamação criminal. O fansite foi fechado logo depois pelo site Naver, após os resultados da investigação, que também revelou que o que foi feito fraudulentamente usou o número de identificação de um amigo para criar o site, violando os termos de serviço de Naver. No entanto, muitos membros do fansite juntaram-se a outra comunidade chamada "We Demand the Truth from Tablo 2" (em coreano: 타블로에게 진실을 요구합니다2, ou 타진요 2, "Tajinyo-i") que tem uma sociedade de mais de 33.000 internautas, apesar da prova fornecida tanto pela universidade como pela polícia que Tablo realmente se formou na Universidade de Stanford.

### 2011-atualmente: Retorno, carreira solo e Comeback do Epik High
Em 27 de setembro de 2011 a YG Entertainment anunciou que Tablo estaria assinando um contrato de 4 anos com eles e que seu primeiro álbum solo será lançado em 1º de novembro. Embora Tablo assinado como cantor solo sob a YG Entertainment, indicou que isso não significava que Epik High iria ter disband e nem que eles iriam necessariamente assinar com YG como um grupo. Em 14 de outubro de 2011 Tablo lançou a música "Airbag" de seu novo álbum. Em 21 de outubro de 2011, YG anunciou que o novo álbum intitulado "Fever's End" tinha sido dividido em duas partes. A primeira parte foi lançada juntamente com o anúncio recente, e a segunda parte foi lançada na data de lançamento planejada.
Em 27 de Setembro de 2012, A YG anunciou oficialmente pelo site "yg-life.com" que Epik High teria seu comeback em outubro de 2012, após um hiato de três anos como um grupo. O primeiro single "춥다 (It's Cold)" com feat da finalista do K-pop Star Lee Hi foi lançada em 9 de outubro, enquanto o seu álbum de retorno intitulado "99" foi lançado no dia 19. Em 30 de dezembro de 2012, durante o SBS Gayo Daejun , Tablo se juntou ao companheiro de banda Mithra Jin, Dynamic Duo e Simon D para "Cypher 2012" , um remix de populares faixas do hip hop do ano, com muito elogio.
Em outubro de 2013, Tablo se juntou ao show variedade "The Return of Superman" com sua filha Haru.
Em março de 2014, Tablo realizada uma colaboração com a cantora chinesa Bibi Zhou.
Em 21 de abril de 2014, Tablo retornou como DJ de rádio. O nome de seu show é "Tablo's Dreaming Radio".
Em 18 de outubro de 2014, o Epik High lançou o MV da música "Born Hater" o vídeo foi adiado pela YG devido à tragédia do Pangyo Techno Valley Festival. A faixa é do seu oitavo álbum "Shoebox" E apresenta uma miríade de artistas de hip hop, incluindo Beenzino, Verbal Jint, Mino do WINNER, e B.I e BOBBY ambos do IKON.
Em 31 de agosto de 2015, Tablo lançou uma teaser para uma faixa de colaboração com o rapper americano e co-fundador da Pro Era Joey Badass. A música "Hood" foi lançada em 5 de setembro de 2015.

## Vida pessoal
Tablo casou-se com a atriz coreana Kang Hye-jung em 26 de outubro de 2009. Sua filha Haru, nasceu em 2 de maio de 2010.

## Estilo musical
Tablo tem sido um fã de longa data da música hip hop, citando um caso quase ao longo da vida com a própria cultura. Ao ouvir hip hop em uma idade precoce através de artistas como Run-D.M.C. e adquirindo fitas de Cold Crush, ele simultaneamente ganhou reconhecimento como um rhymer. Seu caso de amor principal e duradouro com fazer música de hip hop foi provocado mais tarde na vida, no entanto depois de ouvir os raps de Drunken Tiger, o grupo Epik High foi formado em 2000 em um momento precoce na evolução da cultura local. Tablo reivindicou desde então ser o primeiro emcee para ter usado a técnica "rhyming rifle". com a cena do hip hop na Coréia e coreanos emcees sendo conhecida por suas tendências inconstantes, Tablo tem ao longo dos anos vivo o seu legado e carreira através de inúmeros shows, aparições em influentes no exterior (principalmente norte-americanos) artistas do hip hop, como EPMD.

## Trabalhos como escritor
Em 2008, Tablo publicou uma coleção de contos que havia escrito, intitulada "Pieces of You". A tradução inglesa foi publicada em 2009. Em 2016, seu segundo livro "BloNote" foi publicado na Coréia com uma capa de livro rosa. A versão em inglês, traduzida pelo próprio Tablo e de capa preta, foi publicada no dia 21 de dezembro de 2016.

## Discografia

### Com o Epik High
- Map of the Human Soul (2003)
- High Society (2004)
- Swan Songs (2005)
- Remapping the Human Soul (2007)
- Pieces, Part One (2008)
- (e) (2009)
- 99 (2012)
- Shoebox (2014)
- We've Done Something Wonderful (2017)

## Filmografia

### Filmes
| Ano  | Título                 | Personagem   | Notas                         |
| ---- | ---------------------- | ------------ | ----------------------------- |
| 2007 | Fantastic Parasuicides | Min-ho       | Personagem principal          |
| 2007 | August Rush            | Clarinetista | como convidado, não creditado |

### Televisão
| Ano  | Título                        | Personagem      | Emissora | Notas                                  |
| ---- | ----------------------------- | --------------- | -------- | -------------------------------------- |
| 2004 | Epik High's Love and Delusion | Ele mesmo       | Mnet     | Série regular                          |
| 2005 | Nonstop                       | Tablo           | MBC      | Personagem principal; temporada 5      |
| 2007 | High Kick!                    | Professor       | MBC      | Como convidado (Episódio 150)          |
| 2008 | Woman of Matchless Beauty     | Ele mesmo       | MBC      | Como convidado (Episódios 7 & 8)       |
| 2008 | Music Bank                    | Co-apresentador | KBS2     | ao lado de Kim Sung-eun e Min Seo-hyun |
| 2009 | Mnet Director's Cut           | Ele mesmo       | Mnet     | Filme para televisão                   |
| 2009 | Come To Play                  | Ele mesmo       | MBC      | Episódio 262 - Movement Special        |
| 2010 | Happy Birthday                | Ele mesmo       | KBS2     | Série regular                          |
| 2013 | The Return of Superman        | Ele mesmo       | KBS      | Série regular                          |
| 2014 | Show Me the Money 3           | Ele mesmo       | Mnet     | Produtor/Jurado                        |
| 2015 | Show Me the Money 4           | Ele mesmo       | Mnet     | Produtor/Jurado                        |

### Participações em vídeos musicais
| Ano  | Vídeo                    | Duração | Álbum                      |
| ---- | ------------------------ | ------- | -------------------------- |
| 2011 | Bad (나쁘다)             | 4:07    | Fever's End: Part 1 (열꽃) |
| 2011 | Tomorrow (Feat. Taeyang) | 4:14    | Fever's End: Part 2 (열꽃) |

## Prêmios e nomeações
| Ano  | Premiação               | Categoria                 | Trabalho | Resultado |
| ---- | ----------------------- | ------------------------- | -------- | --------- |
| 2011 | Mnet Asian Music Awards | Melhor performance de Rap | "Bad"    | Indicado  |